# Christina Konsulke
Christina Konsulke (* 5. November 1992) ist eine ehemalige deutsche Radsportlerin.

## Werdegang
2008 wurde Christina Konsulke in Büttgen zweifache deutsche Jugendmeisterin, im Sprint und im 500-Meter-Zeitfahren. 2009 wurde sie Vize-Weltmeisterin der Juniorinnen im Teamsprint sowie Dritte bei den Bahn-Europameisterschaften, gemeinsam mit Charlott Arndt, und errang zwei nationale Junioren-Titel, im Keirin und im Sprint. 
2010 wurde sie dreifache deutsche Junioren-Meisterin, im Zeitfahren, im Sprint oder im Keirin.

2011 wurde sie gemeinsam mit Charlene Delev deutsche Vize-Meisterin im Teamsprint.
2012 erklärte Christina Konsulke ihren Rücktritt vom aktiven Leistungssport.

## Teams
- 2012 Track-Team-Brandenburg